# سامان بن خدات
سامان بن خُدات (بالفارسيَّة: سامان‌خدا) كان نبيلًا فارسيًا من القرن الثامن الميلادي ولاحقا أسس أحفاده الدولة السامانية. كان دهقان من قرية سامان في ولاية بلخ في شمال أفغانستان الحالية (آنذاك جزء من بلاد خراسان)، في أوائل القرن الثامن، جاء إلى مدينة مرو، مقر حاكم الخلافة، أسد بن عبد الله القسري والي خراسان (حكم 723-727). كان سامان في الأصل من زرادشتي (مجوسي). ومع ذلك كان منبهرًا للغاية بتقوى والي خراسان أسد بن عبد الله القسري فأعتنق الإسلام على يده وسمى إبنه أسد على إسمه تقديرا له.
بعد ذلك عين الخليفة المأمون (786-833) أبناء أسد الأربعة -أحفاد سامان خودا- ولاه لسمرقند وفرغانة وشاش وأشروسنة وهيرات، تقديراً لدورهم في قمع ثورة كانت ضده. هكذا بدأت السلالة السامانية. أصبح إسماعيل الساماني (849-907) -وهو حفيد سامان خودا- أمير بلاد ماوراء النهر وخراسان.
كان سامان حفيد من الجيل الرابع أو الخامس من سلالة بهرام جوبين أحد قادة الفرس من أسرة مهران الإقطاعية الشهيرة. الذي لعب دورا هاما في تاريخ الإمبراطورية الساسانية في وقت لاحق.